# Barbitos

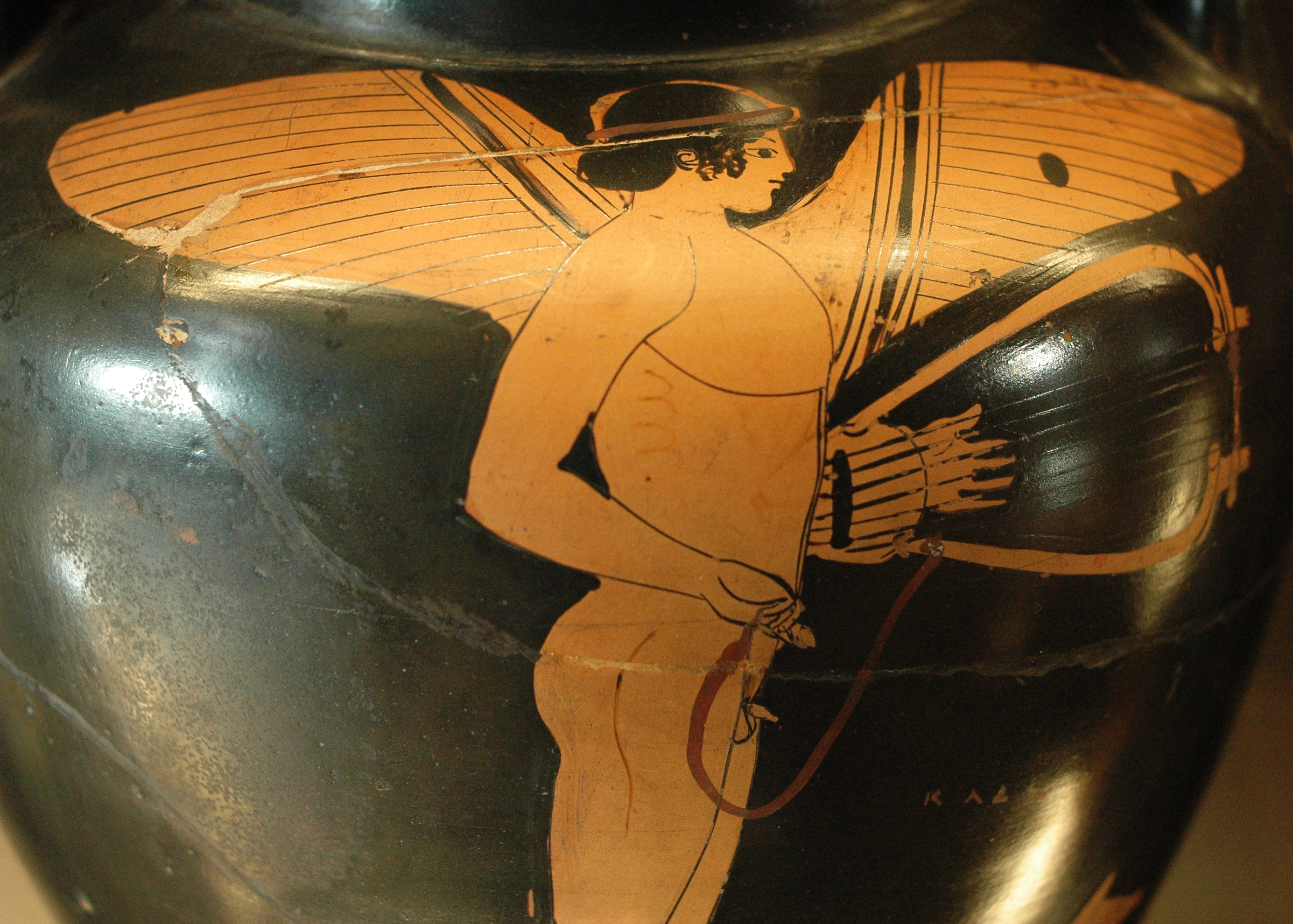
Eros mit Barbitos

Der Barbitos oder Barbiton ist ein antikes, griechisches Saiteninstrument, das zu den Leiern gehört und von Lyrikern wie Alkaios, Sappho und Anakreon zur Begleitung ihrer Gesänge benutzt wurde.
Er diente auch zur musikalischen Untermalung von Schau- und Theaterstücken und wurde hier vor allem im Kult um den griechischen Gott Dionysos gespielt, z. B. von den mythologischen Gestalten der Satyrn (siehe auch Satyrspiel).
Über die Konstruktion ist nicht viel bekannt. Des Barbitos Anzahl von meist sieben Saiten übertraf damit die Saitenzahl von Kithara oder Lyra, die beide eng mit dem Barbitos verwandt sind. Seine Blütezeit lag im 6. Jahrhundert v. Chr. Kennzeichnend für den Barbitos sind vor allem seine langen, oben aufeinander zustrebenden Jocharme.